# Tatjana Blacher
Tatjana Blacher (n. Berlín en 1956) es una actriz alemana. Es hija del compositor Boris Blacher y de la pianista Gerty Blacher-Herzog y hermana del violinista Kolja Blacher. Blacher estudió en el Seminario Max Reinhardt y en el Teatro e Instituto Cinematográfico Lee Strasberg. Es multi-talento y ha tenido formación profesional en canto y baile. Habla alemán e inglés. Aunque ha participado en muchos otros programas de televisión, su celebridad procede principalmente de su papel como Edith Frank en la miniserie de televisión La historia de Ana Frank. Tiene un hijo llamado Joshua. 

## Televisión
- Reise in die Dunkelheit (1997)
- Chill Out (1999)
- Bonhoeffer - Die letzte Stufe (2001)
- La historia de Ana Frank (2001)
- Der letzte Tanz (2006)